# ینس اریکسن
ین اریکسن (دانمارکی: Jens Eriksen؛ زادهٔ ۳۰ دسامبر ۱۹۶۹) بدمینتون‌باز اهل دانمارک است.